# La Jérusalem délivrée (film, 1913)
Pour les articles homonymes, voir La Jérusalem délivrée (homonymie).
 (juillet 2025).
Pour plus de détails, voir Fiche technique et Distribution.
La Jérusalem délivrée (La Gerusalemme liberata) est un film italien réalisé par Enrico Guazzoni, sorti en 1913.

## Fiche technique
- Titre original : La Gerusalemme liberata
- Titre français : La Jérusalem délivrée
- Réalisation : Enrico Guazzoni
- Histoire : Le Tasse, d'après son œuvre La Jérusalem délivrée
- Photographie : Alessandro Bona
- Pays d'origine : Royaume d'Italie
- Format : Noir et blanc - 1,33:1 - Film muet
- Genre : drame
- Date de sortie : 1913

## Distribution
- Emilio Ghione : Godefroy de Bouillon
- Amleto Novelli : Tancrède
- Gianna Terribili-Gonzales :  Clorinda